# De Havilland DH-89 Dragon Rapide
O De Havilland DH-89 Dragon Rapide é um avião bimotor britânico, com trem de aterragem convencional fixo, asas em tela e fuselagem contraplacada. Transporta seis passageiros.
Em 1937, foi usado por numerosas companhias de aviação comercial, entre elas a Varig, no Brasil, e a CTA (Companhia de Transportes Aéreos) em Portugal (1945).
A Royal Air Force encomendou este avião em versão militar e mais tarde uma quantidade significativa de duas versões, o Dominie MkI e o Dominie MKII, respectivamente para instrução e para transporte de carácter geral.

## Emprego na Força Aérea Portuguesa
Em 1950 foi adquirido um avião (um dos 3 que pertenceram à CTA) e colocado na Base Aérea Nº1 com o fim de transportar personalidades.
Também foi utilizado em missões de fotografia aérea tendo sido abatido ao efectivo em 1968.

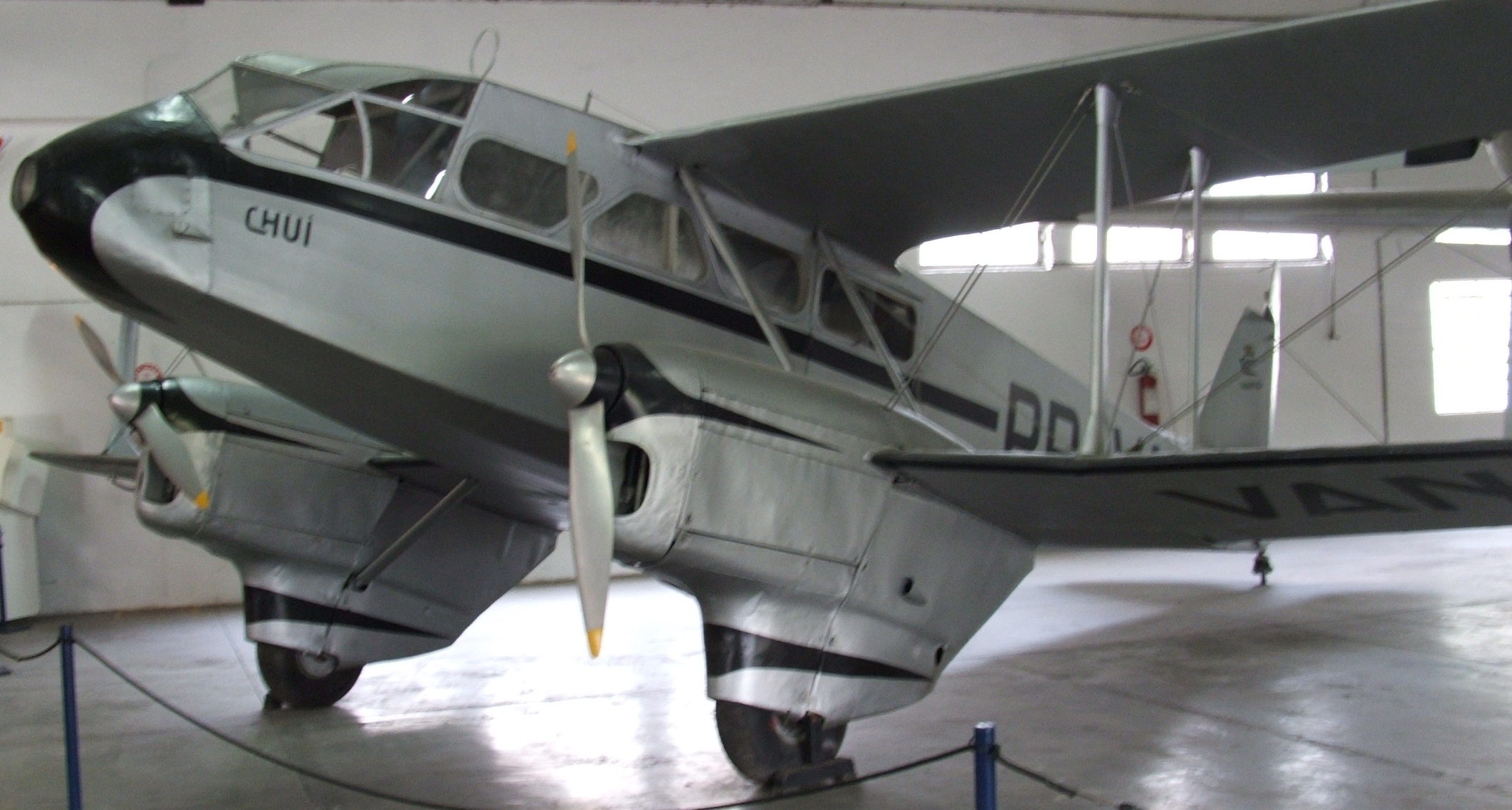
De Havilland Dragon Rapide da Varig, exposto no MUSAL.
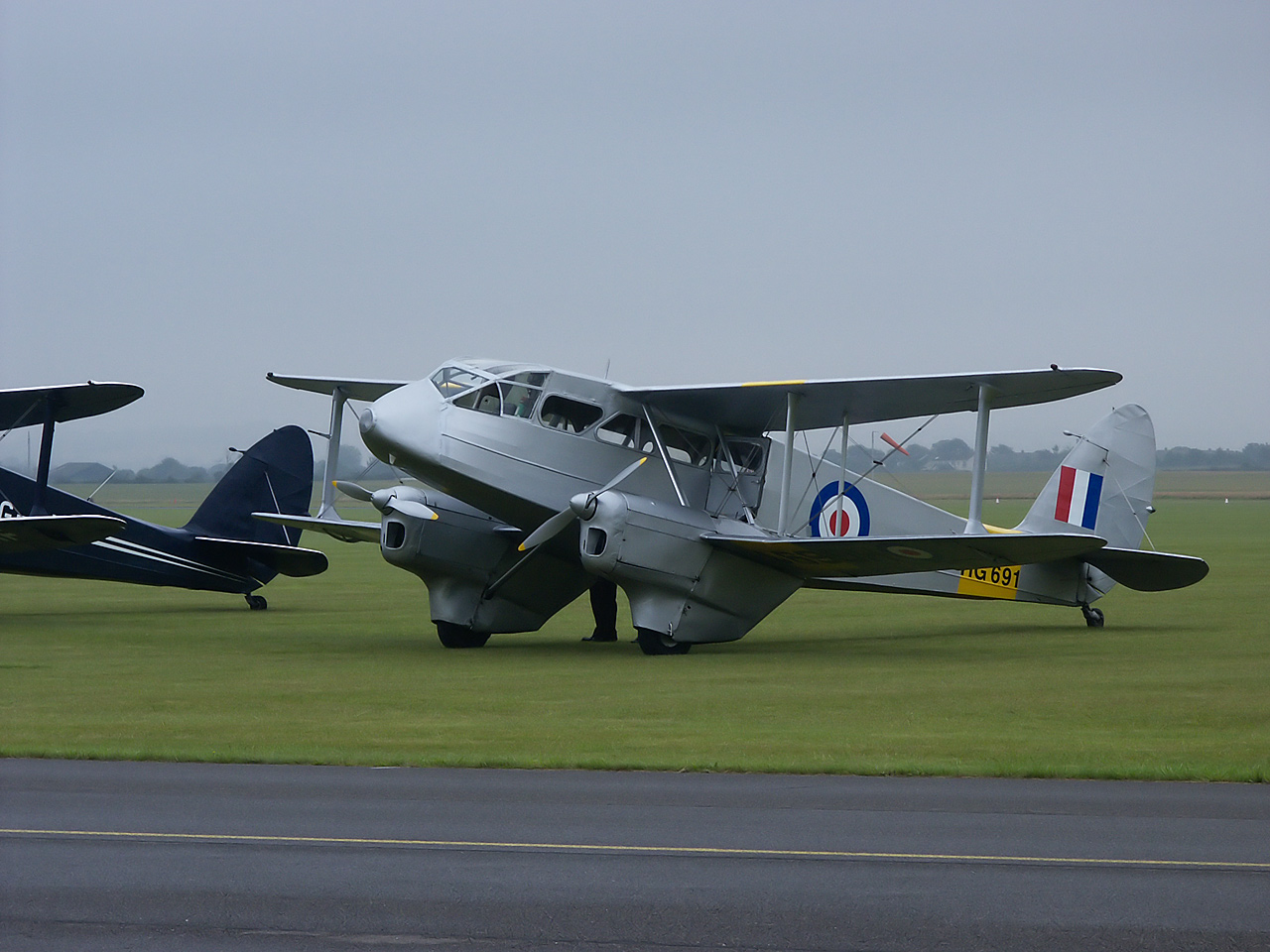
De Havilland Dragon Rapide.

## Variantes
| Variante              | Característica | Notas                 |
| --------------------- | --- | --------------------- |
| D.H.89                | Biplano de transporte leve bimotor                                                                                 |                       |
| D.H.89A               | Versão melhorada com trem de pouso leve no nariz pontas das asas modificadas e aquecimento da cabine               |                       |
| D.H.89A Series 4      | Dois DH.89A atualizados com motores a pistão de Havilland Gipsy Queen 2 e equipados com hélices de passo constante | [ nota 1 ] [ nota 2 ] |
| D.H.89A Mk 5          | Um DH.89A equipado com um motor a pistão de Havilland Gipsy Queen 3 e hélices de passo variável                    |                       |
| D.H.89A Mk 6          | Um DH.89A equipado com motor Fairey X5 e hélices de passo fixo                                                     |                       |
| D.H.89M               | Versão de transporte militar, exportado para a Espanha e Lituânia                                                  |                       |
| D.H.89B Dominie Mk I  | Versão de treinamento para operador de rádio e navegador                                                           |                       |
| D.H.89B Dominie Mk II | Versão de comunicações e transporte                                                                                |                       |

## Operadores

### Civis
- África do Sul
  - Comair Limited
- Argentina
  - Sociedad Mixta Zonas Oeste y Norte de Aerolíneas Argentinas
- Austrália
  - Australian National Airways
  - Royal Flying Doctor Service of Australia
- Brasil
  - Viação Aérea Arco-Íris
  - OMTA
  - Varig
- Bornéu do Norte
- Grã-Colônia de Sarawak
- Brunei
  - Borneo Airways
- Canadá
  - Canadian Pacific
  - Quebec Airways
- Espanha
  - Força Aérea da República Espanhola[1]
- Espanha
  - Iberia
- Finlândia
  - Aero Oy
- Países Baixos
  - KLM
- Iugoslávia
  - Aeroput
- Islândia
  - Air Iceland
- Índia
  - Air India
  - Indian National Airways
  - Tata Airlines
- Irão
  - Iranian State Airlines
- Iraque
  - Iraqi Airways
- Irlanda
  - Aer Lingus
  - Aer Turas
- Letónia
  - Valsts Gaisa satiksme
- Líbano
  - Middle East Airlines
- Nova Zelândia
  - Air Travel (NZ) Ltd
  - Mount Cook Airline
  - National Airways Corporation
  - Cook Strait Airways Ltd
- Palestina
  - Palestine Airways
  - Aviron
- Paraguai
  - Aerocarga Asociados ACA
- Roménia
  - LARES
- Suíça 
  - Swissair
- Reino Unido
  - Air Charter Limited
  - Air Atlantique Classic Flight
  - Airviews Ltd
  - Air Enterprises
  - British Continental Airways
  - British European Airways
  - British Westpoint
  - Classic Wings
  - Crilly Airways Ltd
  - Hillmans Airways
  - Highland Airways
  - Isle of Man Air Services
  - Jersey Airways
  - Lancashire Aircraft Corporation
  - Mayflower Air Services
  - Melba Airways
  - Morton Air Services
  - Northwest Airlines (UK)
  - Olley Air Services
  - Railway Air Services
  - Scillonia Airways
  - Scottish Airways
  - Sivewright Airways
  - Starways
  - Trans European Aviation
  - Westward Airways (Lands End)

### Militares
- Alemanhasta
- África do Sul
- Austrália
- Bélgica
- Canadá
- Egito
- Espanha
- Espanha
- Estados Unidos
- Finlândia
- Países Baixos
- Iugoslávia
- Índia
- Irão
- Israel
- Jordânia
- Lituânia
- Nova Zelândia
- Peru
- Portugal
  -  Portugal
- Reino Unido
- Rodésia do Sul
- Uruguai